# 玉翁仲
玉翁仲是一種古玉的辟邪配飾。

## 概說
漢代古人佩戴玉翁仲的主要目的是用來辟邪。因阮翁仲為秦朝將軍，秦始皇見其高大威武，便命令他帶兵鎮守邊關，後人便以他的身貌刻成玉器飾物，加以隨身攜帶以作為驅魔辟邪的利器。
加拿大安大略博物館與美國紐約大都會博物館，皆收藏有漢八刀所刻製的玉翁仲收藏品。

## 註記
1. ↑  「漢八刀」係指漢代玉器工匠只以七、八刀之雕刻刀法便可完工製成玉器的簡單玉雕技術。[1]

## 資料來源
1. ↑  . 全球華文網路教育中心. （原始内容存档于2010-06-16）.
2. ↑  那志良著(1990). "中國古玉圖釋" （頁327 - 329）
3. ↑  . 全球華文網路教育中心. （原始内容存档于2010-06-17）.